# Batallón de Arsenales 602 (Boulogne Sur Mer)
El Batallón de Arsenales 602 "Cnel. Ángel Monasterio" (B Ars 602) es una unidad táctica del servicio de arsenales del Ejército Argentino con asiento en la ex TAMSE de Boulogne y bajo dependencia de la Agrupación de Arsenales 601.

## Reseña
Este batallón de arsenales comparte las instalaciones del cuartel militar con el Batallón de Arsenales 601 "Sarg. My. Esteban de Luca", el Batallón de Transporte 601 y otras unidades y organismos del ejército.
Este batallón de arsenales fue creado en el año 1964 como Batallón de Arsenales 101 en Villa Martelli, dependiente del Cuerpo de Ejército I. En 1993 en el marco de una restructuración de la Fuerza la unidad modifica su denominación por Batallón de Arsenales 602 y en 1994 se muda al cuartel militar de Boulogne.
La unidad realiza el mantenimiento de la flota de vehículos acorazados, como el Tanque Argentino Mediano y el M113. Actualmente la unidad se encuentra llevando a cabo el Proyecto TAM 2C.